# Anne Barton
Anne Barton (Evansville, 20 marzo 1924 – Los Angeles, 27 novembre 2000) è stata un'attrice statunitense.

## Filmografia parziale

### Cinema
- Destination 60,000, regia di George Waggner (1957)
- La carica delle mille frecce (Pawnee), regia di George Waggner (1957)
- Furia selvaggia - Billy Kid (The Left Handed Gun), regia di Arthur Penn (1958)
- La scuola dell'odio (Pressure Point), regia di Hubert Cornfield (1962)
- Che fine ha fatto Baby Jane? (What Ever Happened to Baby Jane?), regia di Robert Aldrich (1962)
- La via del West (The Way West), regia di Andrew V. McLaglen (1967)
- La banda di Jesse James (The Great Northfield, Minnesota Raid), regia di Philip Kaufman (1972)
- Little Moon and Jud McGraw, regia di Bernard Girard (1975)

### Televisione
- I segreti della metropoli (Big Town) – serie TV, 2 episodi (1954-1955)
- Papà ha ragione (Father Knows Best) – serie TV, 1 episodio (1955)
- Celebrity Playhouse – serie TV, episodio 1x11 (1955)
- Crusader – serie TV, episodio 2x12 (1956)
- Playhouse 90 – serie TV, 1 episodio (1957)
- Il tenente Ballinger (M Squad) – serie TV, episodio 1x01 (1957)
- Lassie – serie TV, 1 episodio (1958)
- Have Gun - Will Travel – serie TV, 1 episodio (1959)
- Tightrope – serie TV, episodio 1x11 (1959)
- I racconti del West (Dick Powell's Zane Grey Theater) – serie TV, 2 episodi (1957-1960)
- I detectives (The Detectives) – serie TV, 1 episodio (1960)
- Ai confini della realtà (The Twilight Zone) – serie TV, 2 episodi (1960-1961)
- Corruptors (Target: The Corruptors) – serie TV, episodio 1x25 (1962)
- Fred Astaire (Alcoa Premiere) – serie TV, 1 episodio (1962)
- Il dottor Kildare (Dr. Kildare) – serie TV, 1 episodio (1962)
- Ben Casey – serie TV, 1 episodio (1962)
- Going My Way – serie TV, episodio 1x07 (1962)
- Il carissimo Billy (Leave It to Beaver) – serie TV, 2 episodi (1963)
- Perry Mason – serie TV, 4 episodi (1957-1963)
- Sotto accusa (Arrest and Trial) – serie TV, episodio 1x16 (1964)
- Gunsmoke – serie TV, 6 episodi (1956-1965)
- Daniel Boone – serie TV, 1 episodio (1965)
- Cimarron Strip – serie TV, 1 episodio (1967)
- Death Valley Days – serie TV, 2 episodi (1962-1968)
- Al banco della difesa (Judd for the Defense) – serie TV, 1 episodio (1968)
- La fattoria dei giorni felici (Green Acres) – serie TV, 1 episodio (1968)
- Hawaii Squadra Cinque Zero (Hawaii Five-O) – serie TV, 1 episodio (1968)
- La signora e il fantasma (The Ghost and Mrs. Muir) – serie TV, 1 episodio (1969)
- Reporter alla ribalta (The Name of the Game) – serie TV, 1 episodio (1970)
- Cannon – serie TV, 1 episodio (1971)